# Princess Mother Memorial Park
Der Princess Mother Memorial Park (Thai อุทยานเฉลิมพระเกียรติสมเด็จพระศรีนครินทราบรมราชชนนี, oft kurz สวนสมเด็จย่าฯ, Suan Somdet Ya) ist ein kleiner Park in Bangkok, Thailand. 
Er wurde 1993 von König Bhumibol Adulyadej in Erinnerung an seine Mutter Srinagarindra gegründet und am 21. Januar 1997 offiziell eröffnet.

## Lage
Der Park liegt im Bangkoker Distrikt Khlong San am westlichen Ufer des Mae Nam Chao Phraya. In der Nähe liegen das südliche Ende der Phra Pokklao-Brücke und der Phra Phuttha Yodfa-Brücke sowie der buddhistische Tempel (Wat) Wat Anongkharam.
Adresse: The Princess Mother Memorial Park, Soi Somdech Chao Phraya 3, Khlongsarn, Bangkok 10600

## Geschichte
Da das Geburtshaus der Mutter von König Bhumibol Adulyadej in dem Gebiet zwischen dem Chao-Praya-Fluss und dem Anongkharam-Tempel lag, war es der Wunsch des Königs, ein ähnliches Gebäude im Charakter des Geburtshauses zu erhalten. Herr Daeng Nana und Herr Lek Nana besaßen mehrere baufällige Gebäude, die der Vorstellung des Königs entsprachen. Sie machten diese Gebäude mit einem Gelände von 4 Rai (etwa 6400 m²) dem König zum Geschenk. Die Chaipattana-Stiftung wurde daraufhin damit beauftragt, die Gebäude zu restaurieren und einen gartenähnlichen Park anzulegen. Zwei Gebäude, die zur Zeit von König Chulalongkorn (Rama V.) als Lagerhaus dienten, wurden als Ausstellungsgebäude wiederhergestellt. Dabei wurde versucht, die hölzernen Teile des Dachs, der Fenster und der Türen möglichst originalgetreu zu erhalten. Weitere Wohngebäude wurden restauriert oder auch im alten Stil neu errichtet.

## Sehenswürdigkeiten
- Die Ausstellungshallen 1 und 2 sind ein Museum. Hier sind Vitrinen mit audiovisuellen Materialien ausgestellt, die die Kindheit von Srinagarindra und das Leben der Gemeinschaft des Anongkharam-Viertels beschreiben.
- Ein „Modell-Haus“ wurde mit Gegenständen dekoriert, wie es die Prinzessin Galyani Vadhana in ihrem Buch „Mae Lao Hai Fang“ beschrieb.
- Für das Sriphiphat (Pae Bunnag) Art Center wurde ein Gebäude, das in der Zeit von König Chulalongkorn die Residenz des Direktors der Königlichen Warenhäuser war, als Raum für Kunstausstellungen restauriert.
- In der Mitte eines kleinen Platzes wurde ein offener „Oktogonaler Pavillon“ errichtet, welcher als Erinnerung an die Vollendung des achten 12-Jahres-Geburtstags-Zyklus von Srinagarindra dienen sollte. Die Prinzessin verstarb zwei Jahre vor der Vollendung im Alter von 94 Jahren. Der Pavillon dient als Schutz vor Sonne und Regen bei Musik-Konzerten oder Vorträgen.
- Gegenüber dem Oktogonalen Pavillon befindet sich eine „Große Skulptur“, ein etwa 2 × 15 Meter großer rechteckiger Sandsteinblock, der auf der Vorder- und Rückseite mit Reliefs bedeckt ist, die Szenen aus dem Leben der Prinzessin Srinagarindra darstellen.
- Ein weiteres Gebäude wurde im alten Stil wiederhergestellt, in dem Souvenirs und Erfrischungen an die Besucher verkauft werden.
- Ein alter Ziehbrunnen wurde auf dem Gelände erhalten. Daneben wurden auch die Ruinen mehrerer kleinen Häuser als solche erhalten.
- Ein üppiger tropischer Garten mit vielen alten Bäumen wurde zwischen den Gebäuden angelegt.

## Eindrücke aus dem Park

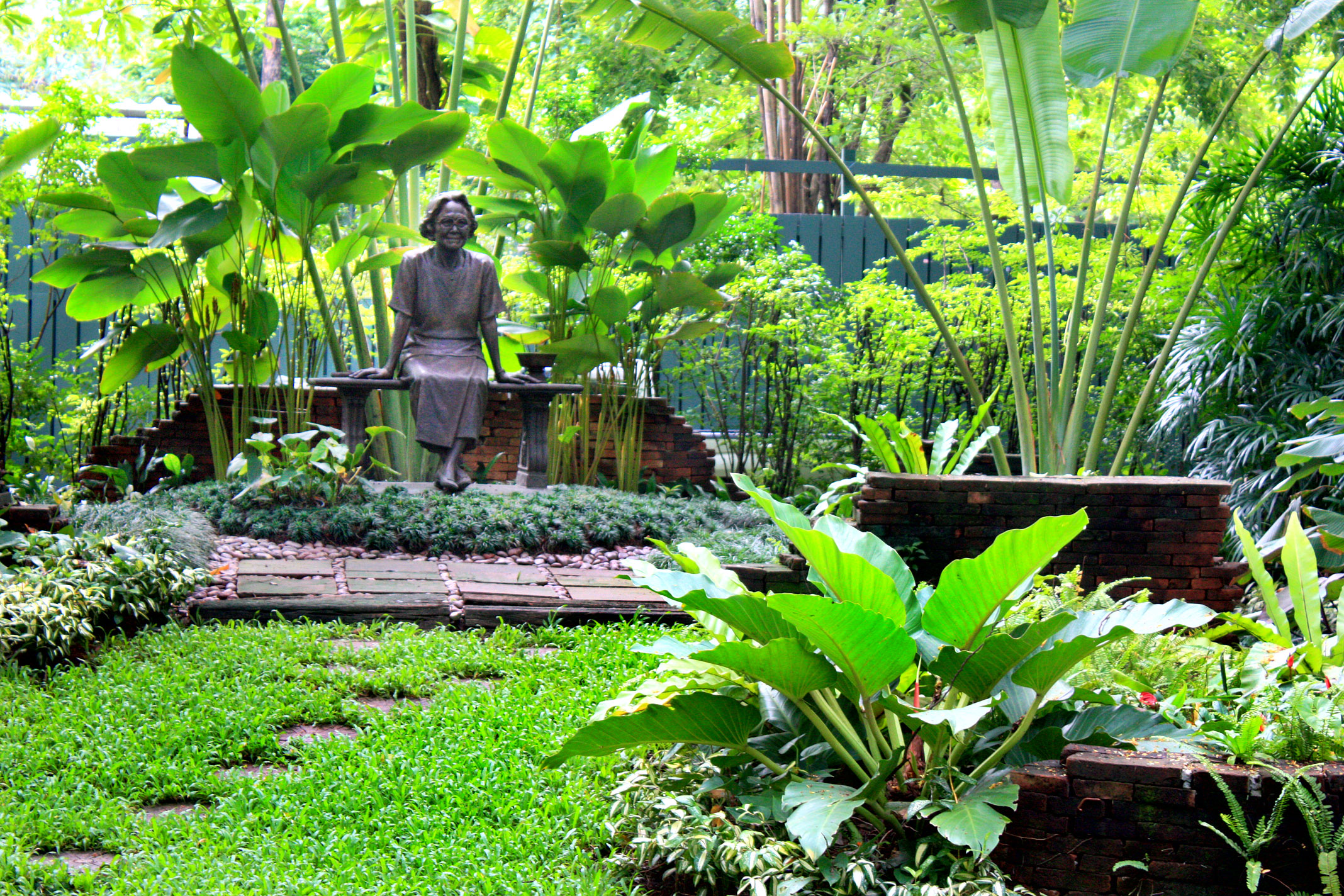
Skulptur der srinagarindra
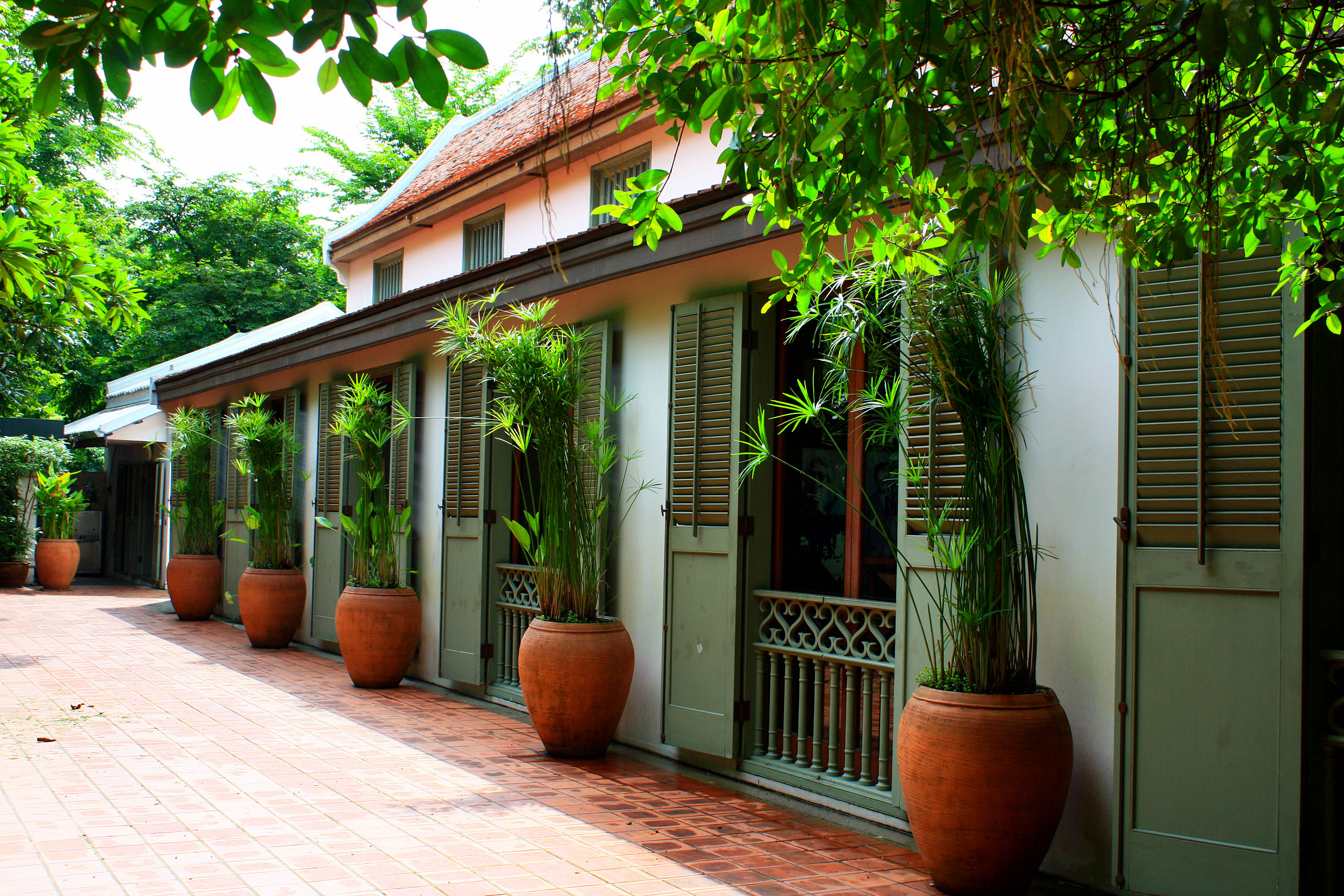
Eines der Museumsgebäude
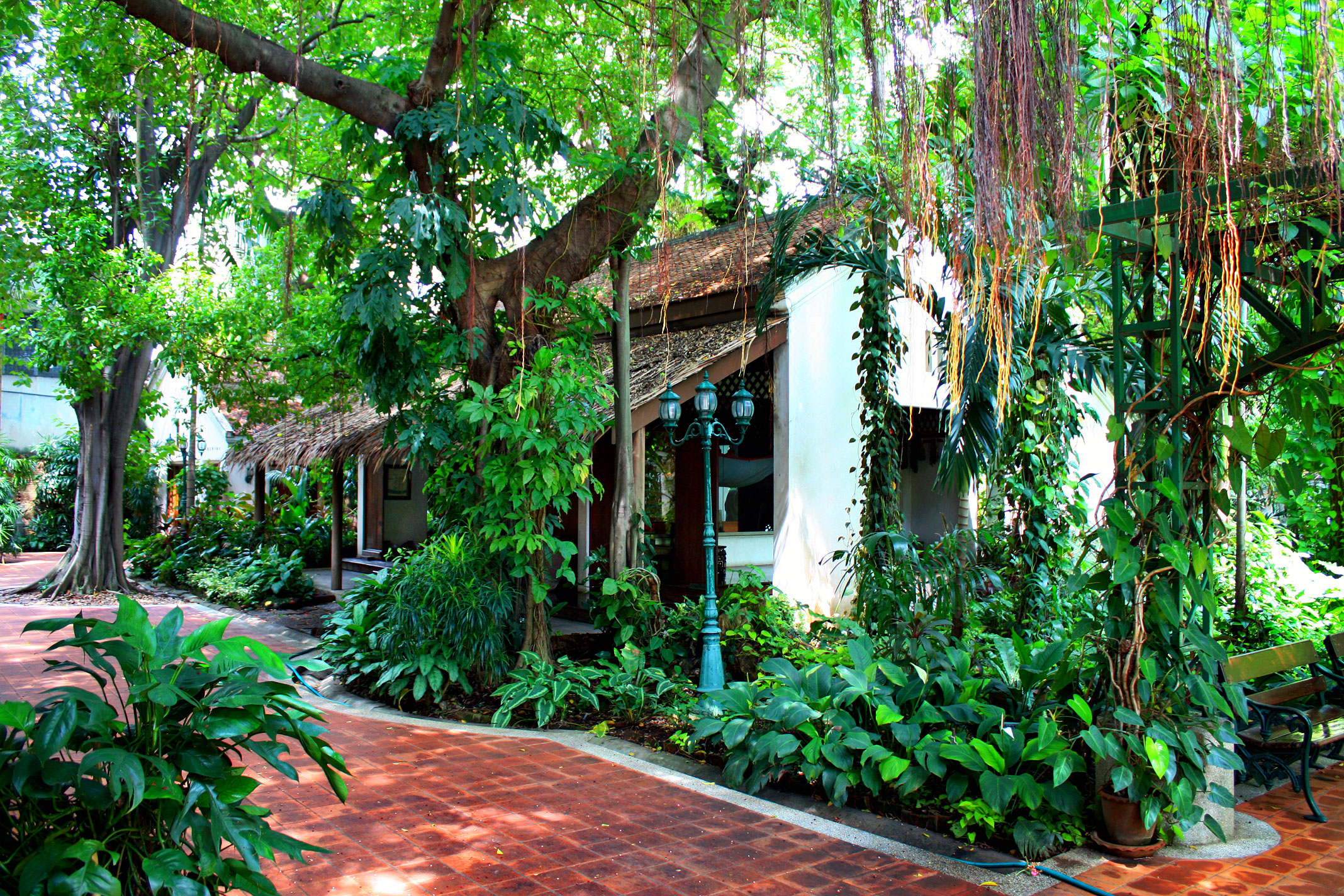
Das „Modell-Haus“
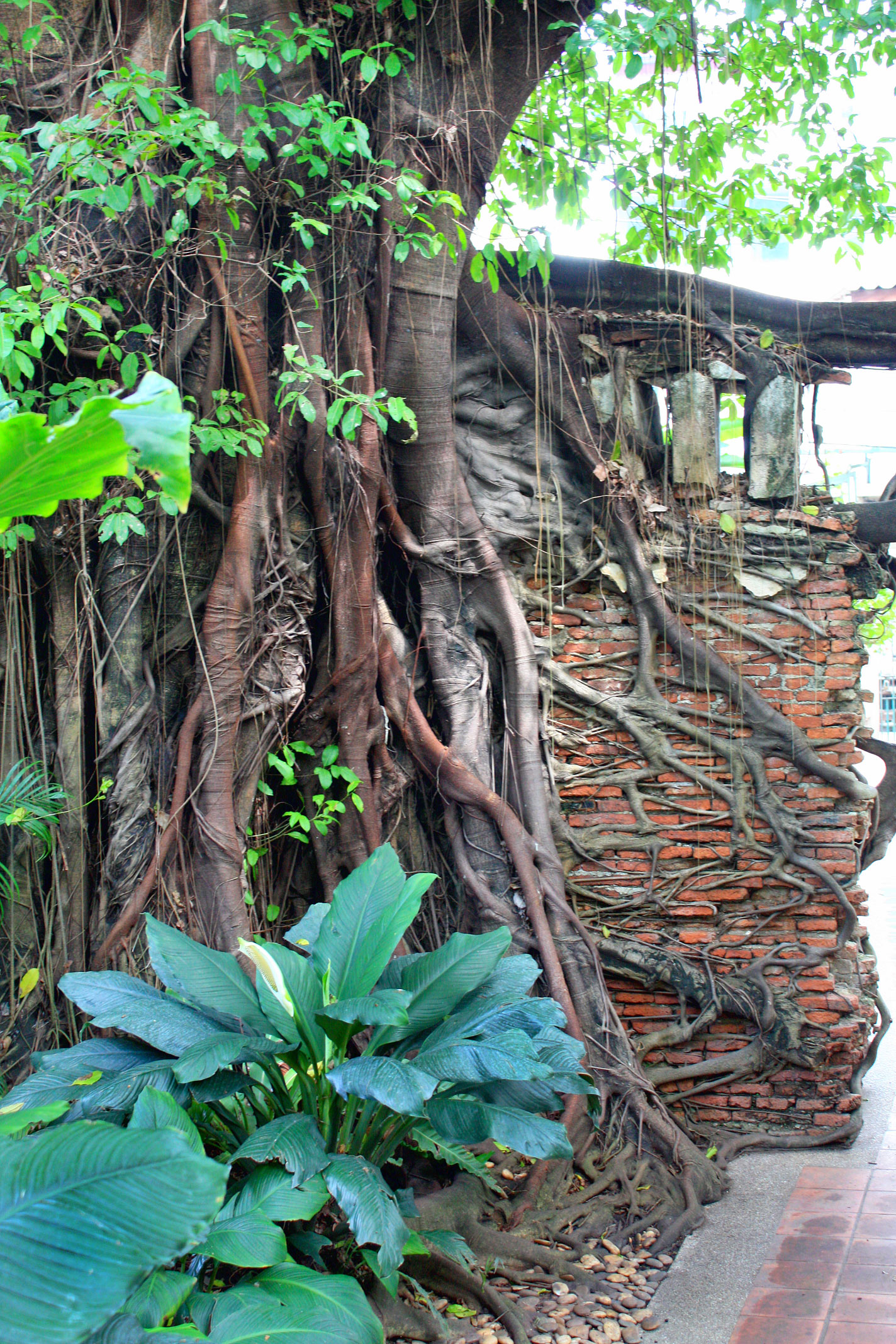
Überwachsene Ruine im Park